# Саліпа Ольга Ігорівна
Ольга Ігорівна Саліпа, до шлюбу Дудар (нар. 12 квітня 1986, Гусятин, Тернопільська область) — українська письменниця, поетка, журналістка.

## Біографія
Навчалася в Гусятинській ЗОШ та Гусятинському коледжі ТДТУ (зараз — Тернопільський національний технічний університет імені Івана Пулюя) (організатор виробництва).
У 2008 році закінчила Кам'янець-Подільський національний університет за спеціальністю «Педагогіка і методика середньої освіти. Українська мова та література. Англійська мова та література».
Працювала журналісткою в газеті та на телебаченні, редакторкою обласного тижневика «Круглий двір» (Тростянець, Сумська область).
З 2015 року — прессекретарка Хмельницького міського голови.
Член Національної спілки письменників України.

## Творчість
Вірші почала писати з семи років. В юні роки вірші поетеси друкувались у районних газетах «Вільне життя», «Свобода», «Ровесник», деякі із них увійшли до шостого випуску збірки молодих літераторів Тернопільщини «Перші ластівки».
2019 року стала співавторкою коміксу про супергероя Хмельмена — «Таємниці Хмельвіля» — надрукованого накладом 500 примірників в україномовному варіанті та ще 300 — англійському.

## Доробок
Поетичні книги:
- «Я — весна» (Воля, 2002)
- «Територія жінки» (Київ, Гамазин, 2019)[2]
- «Територія вогню» (Київ, Гамазин, 2020)

Романи:
- «Оля» (Харків, Фоліо, 2020)
- «Теплі історії про справжнє: як бути щасливим попри все» (Київ, Брайт Букс, 2021)
- «Зламані речі» (Харків, Клуб сімейного дозвілля, 2021)
- «Будинок на Аптекарській» (Харків, Фоліо, 2021)
- «Облудниця» (Харків, Клуб сімейного дозвілля, 2022)
- «Брошка гімназистки» (Харків, Фоліо, 2022)
- «Пташка на долоні» (Харків, Фоліо, 2022)
- «Дерево роду», книга перша з циклу «Дикі паростки» (Харків, Клуб сімейного дозвілля, 2023)[3]
- «Без права повернення», книга друга з циклу «Дикі паростки» (Харків, КСД, 2023)
- «Таємниця замку-корабля», книга перша з циклу «Скарби» (Харків, Фоліо, 2023)
- «У скриньці з різдвяного печива», книга друга з циклу «Скарби» (Харків, Фоліо, 2024)
- «Медаль на два боки» (Харків, Фоліо, 2024)
- «Вільні в'язні», третя книга з циклу «Дикі паростки» (Харків, КСД, 2024)
- «Таких тисячі» (Харків, КСД, 2025)

### Відзнаки
- III премія конкурсу «Смолоскип»
- Диплом фіналіста конкурсу «Гранослов»
- І премія у номінації «Романи» конкурсу «Коронація слова» за твір «Оля» (2020)[4]
- 3 премія конкурсу «Гранд Коронація слова — 2021» (роман «Шанці»)
- Відзнака за найкращий твір на воєнну тематику «За висвітлення жахів війни на прикладі родини, котра жила на Збручі — і опинилася на розломі країн і культур» —  роман «Шанці»
- 1 премія конкурсу «Молода Коронація слова» у номінації «Дорослі для молоді» — повість «Таємниця замку-корабля»
- Лауреатка III Муніципального щорічного конкурсу ім. Івана Франка від Одеської міської ради[5].